# 2025年6月臺灣
| << | 2025年6月 （民國114年） | >> |    |    |    |    |
| \| 日 \| 一 \| 二 \| 三 \| 四 \| 五 \| 六 \| \| 1 \| 2 \| 3 \| 4 \| 5 \| 6 \| 7 \| \| 8 \| 9 \| 10 \| 11 \| 12 \| 13 \| 14 \| \| 15 \| 16 \| 17 \| 18 \| 19 \| 20 \| 21 \| \| 22 \| 23 \| 24 \| 25 \| 26 \| 27 \| 28 \| \| 29 \| 30 \| \| \| \| \| \| \| \| \| \| \| \| \| \| |                         |    |    |    |    |    |
| 臺灣新聞動態／維基新聞 |                         |    |    |    |    |    |
| 世界／中国大陆／臺灣 |                         |    |    |    |    |    |
| 日 | 一                      | 二 | 三 | 四 | 五 | 六 |
| 1 | 2                       | 3  | 4  | 5  | 6  | 7  |
| 8 | 9                       | 10 | 11 | 12 | 13 | 14 |
| 15 | 16                      | 17 | 18 | 19 | 20 | 21 |
| 22 | 23                      | 24 | 25 | 26 | 27 | 28 |
| 29 | 30                      |    |    |    |    |    |
| |                         |    |    |    |    |    |

## 6月1日
- 健保署自6月起，健保擴大含 pembrolizumab 成分藥品、含 carboplatin 成分藥品及含 paclitaxel 成分藥品給付，用於非鱗狀非小細胞肺癌第一線、轉移性大腸直腸癌第一線及早期三陰性乳癌。擴大給付含 niraparib 成分藥品 Zejula Capsules 及 Zejula tablets 100mg，用於具同源重組缺陷（HRD）陽性且 BRCA wild type 高度惡性卵巢、輸卵管或原發性腹膜癌病人，依臨床試驗結果可延長無惡化存活期 11.4 個月。擴大給付含 olaparib 成分藥品 Lynparza film-coated tablets 100mg、200mg，以及含 bevacizumab 成分藥品 Alymsys 40ml，用於卵巢癌與乳癌患者[1]。

## 6月2日
- 新北三峽北大國小附近重大車禍案的肇事駕駛衝撞人群釀成4死12傷，他也在近日搶救不治。新北市副市長劉和然今日在新北市議會證實新北地方法院裁定余翁財產假扣押，並承諾市府後續會持續陪受害家屬走過求償等法律訴訟程序[2]。

## 6月5日
- 近日內政部推動「中正路」改名引發民怨，行政院院長卓榮泰在當日宣布此為地方政府權責，且行政院並無推動該計畫，因此內政部配合行政院指示終止該議論[3]。

## 6月6日
- 一名就讀台中北屯的私立高中生因涉及備審資料造假而先後被陽明交大等4所大學撤銷正取資格[4]。

## 6月10日
- 立法院今日三讀通過《國軍加給條例》修正案，國軍加給項目將明確納入法制，而今年四月國防部調薪的1.5萬，修法後志願役官兵每月最高可獲得加薪新台幣3萬元加給。三讀通過的法條中明定，未來包括志願役加給、戰鬥部隊加給、偏遠地區或海外服役加給、未休例假補助等項目皆將納入加給範疇，並設有物價調整機制。當消費者物價指數（CPI）累計成長超過百分之三時，加給金額將可依比例調整[5]。另外，義務役月薪不得低於最低工資(目前2萬8590元)。修法將自2026年元旦起正式施行[6]。
- 台灣網紅「館長」陳之漢於今日開始赴中國大陸旅遊6天，並在那邊開啟直播供大家觀賞[7]。

## 6月12日
- 熱帶性低氣壓TD02造成東台灣及南台灣帶來影響並造成1人死亡，且有部分車輛與建築受損。

## 6月15日
- 臺中市一名21歲黑户青年，遭父親軟禁10餘年。[8][9]
- 王大陸、陳零九等24名役齡男子及4名仲介涉妨害兵役，遭新北地檢署起訴。[10]

## 6月17日
- 海鯤級潛艦海鯤號駛出高雄港，進行首次海上測試。[11]

## 6月18日
- 台中地方法院民事訴訟庭針對發生在2023年5月的五億高中生命案完成審理，宣布已故賴姓高中生與被告夏朝源之間的婚姻無效，雖然夏朝源沒辦法拿到遺產，但仍可上訴[12]。

## 6月20日
- 台中地檢署針對「五億高中生命案」當中賴姓高中生母親的聲請再議做出駁回決定，因此此案件不起訴確定[13]。
- 中華民國中央選舉委員會完成審查大罷免的案件，王鴻薇、李彥秀、羅智強、徐巧芯、賴士葆等24位立委和新竹市長高虹安罷免案通過第二階段連署，並宣布上述罷免案於7月26日舉行罷免投票[14]。

## 6月21日
- 當日晚上在台北小巨蛋舉行Hito流行音樂獎頒獎典禮，台灣男團Energy在該屆頒獎典禮獲得獲多獎項[15]，另外邀請菲律賓男團SB19和台灣流行天后蔡依林等藝人上台表演[16][17]。

## 6月23日
- 台灣單口喜劇製作公司薩泰爾娛樂宣布賀瓏因理念不合終止經紀合約，此後開始爆發賀瓏和Albee以及已故藝人天殘之間的交往爭議[18]。

## 6月28日
- 當日晚上在台北小巨蛋舉行第36屆金曲獎頒獎典禮。
- 李竺芯《Suí 水》獲得第36屆金曲獎年度專輯獎。[19]

## 6月29日
- 中華職業棒球大聯盟統一7-ELEVEn獅奪隊史第18座季冠軍。[20]